# アレクサンダル・トライコフスキ
アレクサンダル・トライコフスキ（マケドニア語: Александар Трајковски, 英語: Aleksandar Trajkovski, 1992年9月5日 - ）は、マケドニア・スコピエ出身のサッカー選手。ポジションはFW・MF。プルヴァHNL・HNKハイドゥク・スプリト所属。北マケドニア代表。

## 経歴
地元のプロサッカークラブでキャリアを始める。2010年5月に、チェルシーFCのトライアル試験を受けたが入団はかなわず、同年夏にクロアチアリーグのNKインテル・ザプレシッチに移籍する。
2010-11シーズン終了後に、ジュピラー・プロ・リーグのSVズルテ・ワレヘムに50万ユーロで移籍。
2015年夏の移籍市場でセリエAのUSチッタ・ディ・パレルモに5年契約で移籍した。
2019年8月7日、RCDマヨルカと4年契約を締結した。
2021年8月31日、オールボーBKへ2021-22シーズンの間レンタル移籍することが発表された。
2022年1月30日、アル・フェイハに移籍した。

## 代表
2011年8月、アゼルバイジャン代表との親善試合で北マケドニア代表デビュー。2013年8月14日、ブルガリア代表との親善試合で初ゴールを決めた。
2022年3月24日、カタールW杯のヨーロッパ2次予選にて、パレルモ時代の本拠地・スタディオ・レンツォ・バルベラでのイタリアとの準決勝で後半アディショナルタイムにミドルシュートを決め、この1点で同国は初めてイタリアに勝利、そしてプレーオフ決勝に進むという歴史的快挙に貢献した。

### 代表戦での得点
2023年10月17日現在
| No. | 開催日         | 会場                                     | 対戦国             | 得点 | 結果 | 大会                          |
| --- | -------------- | ---------------------------------------- | ------------------ | ---- | ---- | ----------------------------- |
| 1.  | 2013年8月14日  | ピリッポス2世アレナ                      | ブルガリア         | 2–0  | 2–0  | 親善試合                      |
| 2.  | 2013年9月6日   | ピリッポス2世アレナ                      | ウェールズ         | 2–1  | 2–1  | 2014 FIFAワールドカップ予選   |
| 3.  | 2014年10月9日  | ピリッポス2世アレナ                      | ルクセンブルク     | 1–0  | 3–2  | UEFA EURO 2016予選            |
| 4.  | 2015年3月27日  | ピリッポス2世アレナ                      | ベラルーシ         | 1–0  | 1–2  | UEFA EURO 2016予選            |
| 5.  | 2015年11月12日 | ピリッポス2世アレナ                      | モンテネグロ       | 2–0  | 4–1  | 親善試合                      |
| 6.  | 2015年11月12日 | ピリッポス2世アレナ                      | モンテネグロ       | 3–0  | 4–1  | 親善試合                      |
| 7.  | 2015年11月12日 | ピリッポス2世アレナ                      | モンテネグロ       | 4–0  | 4–1  | 親善試合                      |
| 8.  | 2016年6月2日   | ピリッポス2世アレナ                      | イラン             | 1–1  | 1–3  | 親善試合                      |
| 9.  | 2017年9月5日   | スタディオン・ブラゴイ・イスタトフ       | アルバニア         | 1–1  | 1–1  | 2018 FIFAワールドカップ予選   |
| 10. | 2017年10月6日  | スタディオ・オリンピコ・グランデ・トリノ | イタリア           | 1–1  | 1–1  | 2018 FIFAワールドカップ予選   |
| 11. | 2017年10月9日  | スタディオン・ブラゴイ・イスタトフ       | リヒテンシュタイン | 2–0  | 4–0  | 2018 FIFAワールドカップ予選   |
| 12. | 2018年3月27日  | マルダン・スポーツ・コンプレックス       | アゼルバイジャン   | 1–1  | 1–1  | 親善試合                      |
| 13. | 2018年10月13日 | ピリッポス2世アレナ                      | リヒテンシュタイン | 1–0  | 4–1  | UEFAネーションズリーグ2018-19 |
| 14. | 2018年10月13日 | ピリッポス2世アレナ                      | リヒテンシュタイン | 2–0  | 4–1  | UEFAネーションズリーグ2018-19 |
| 15. | 2018年11月19日 | ピリッポス2世アレナ                      | ジブラルタル       | 4–0  | 4–0  | UEFAネーションズリーグ2018-19 |
| 16. | 2021年3月25日  | スタディオヌル・ナツィオナル             | ルーマニア         | 2–2  | 2–3  | 2022 FIFAワールドカップ予選   |
| 17. | 2021年3月28日  | ピリッポス2世アレナ                      | リヒテンシュタイン | 2–0  | 5–0  | 2022 FIFAワールドカップ予選   |
| 18. | 2021年3月28日  | ピリッポス2世アレナ                      | リヒテンシュタイン | 3–0  | 5–0  | 2022 FIFAワールドカップ予選   |
| 19. | 2021年11月11日 | ヴァズゲン・サルキシャン共和国スタジアム | アルメニア         | 1–0  | 5–0  | 2022 FIFAワールドカップ予選   |
| 20. | 2022年3月24日  | スタディオ・レンツォ・バルベラ           | イタリア           | 1–0  | 1–0  | 2022 FIFAワールドカップ予選   |
| 21. | 2023年10月17日 | スタディオン・ブラゴイ・イスタトフ       | アルメニア         | 1–0  | 3–1  | 親善試合                      |